# Viorel Turcu
Viorel Turcu (Popești, 1960. augusztus 9. – 2020. november 29.) válogatott román labdarúgó.

## Pályafutása

### Mérkőzései a román válogatottban
| #  | Dátum             | Ellenfél  | Eredmény | Kiírás              | Esemény |
| -- | ----------------- | --------- | -------- | ------------------- | ------- |
| 1. | 1982. március 24. | Belgium   | 1 – 4    | barátságos mérkőzés |         |
| 2. | 1982. április 14. | Bulgária  | 2 – 1    | barátságos mérkőzés | 65'     |
| 3. | 1982. május 12.   | Argentína | 0 – 1    | barátságos mérkőzés | 44'     |
| 4. | 1982. május 16.   | Peru      | 0 – 2    | barátságos mérkőzés | 69'     |
| 5. | 1982. május 18.   | Chile     | 3 – 2    | barátságos mérkőzés | 46'     |
| 6. | 1982. július 15.  | Japán     | 4 – 0    | barátságos mérkőzés | 24' 54' |
| 7. | 1982. július 18.  | Japán     | 3 – 1    | barátságos mérkőzés | 46'     |

## Sikerei, díjai
- Argeș Pitești:
  - Román labdarúgó-bajnokság: 1978-79
- Dinamo București:
  - Román labdarúgó-bajnokság: 1983-84
  - Román kupa: 1984
- Steaua București:
  - Román labdarúgó-bajnokság: 1986-87
  - Román kupa: 1987